# فوق السد (حارة)

تعديل مصدري - تعديل

فوق السد إحدى حارات مدينة المخادر بمحافظة إب، بلغ تعداد سكانها 306 نسمة حسب تعداد اليمن لعام 2004.